# Miliász
Miliász (görög nyelven Μιλυάς) egy hegyvidéki ország volt az ókori Anatólia (mai Törökország) délnyugati területén. Általában Észak-Lükia utódkirályságának, illetve Dél-Pizídia és Kelet-Phrügia részeként tartják számon, de Hérodotosz állítása szerint Miliász tartomány határait sosem jelölték ki pontosan.
Miliász területének őslakói miliaiaknak, azaz miliásziaknak (miliek, milüák, görög nyelven Μιλύαι) nevezték magukat, azonban a legkorábbi, ismert elnevezésük a  Sólymoi (Σόλυμοι), vagyis szolümoszok (szolimok, szolimaiak). Ezeket az elnevezéseket vélhetően a mai Törökország Antalya tartományában található Szolima-hegység  után kapták. Louis Feldman – más kutatók által még általánosan el nem fogadott – véleménye szerint a szolimaiak eredetileg egy máig hitelesítetlen sémi nyelvet beszéltek, a mili nyelv viszont az indoeurópai nyelvcsaládba tartozott.

## Elhelyezkedése
A Miliász nevet időnként csak Lükia egyik részének meghatározására használták, az elnevezés azonban a Szeleukidák szíriai hódításait követően a Lükiával határos Pizídia délnyugati részére, a Termesszosz városa és a Kadmosz (Baba Dagh) lába között elterülő területre korlátozódott. A későbbiekben ezt a területet – amelynek nyugati része a Cabalia nevet viselte – olykor Lükia részeként tartották számon (például Klaudiosz Ptolemaiosz), olykor pedig Pamphülia vagy Pizídia részeként írták le (például Idősebb Plinius). Nagy Antiokhosz hódításai után a rómaiak Eumenésznek engedték át az országot, bár annak uralkodói továbbra is pizídiai hercegek maradtak.

## Földrajza
A szolimok vélhetően egy anatóliai hegység, a Szolima (később Güllük Dagi) után kapták a nevüket.
Miliász javarészt egyenetlen, hegyvidéki területekből állt, de termékeny síkságok is tartoztak hozzá. Az elnevezése, amely a homéroszi eposzokban nem szerepelt, feltehetően azoktól a fennmaradt miliektől ered, akiket a termilákként (később lükökként) ismert krétai megszállók üldöztek a hegyekbe.
Miliász legfontosabb városai Cibyra (Cibyratis), Oenoanda, Balbura és Bubon voltak, amelyek egy tetrapoliszt alkottak. Néhány szerző egy Miliász nevű várost is megemlít, amely Pizídiában lehetett, Termesszosztól északra.

## Fordítás
- Ez a szócikk részben vagy egészben  a   Milyas című angol Wikipédia-szócikk ezen változatának fordításán alapul.  Az eredeti cikk szerkesztőit annak laptörténete sorolja fel. Ez a jelzés csupán a megfogalmazás eredetét és a szerzői jogokat jelzi, nem szolgál a cikkben szereplő információk forrásmegjelöléseként.